# Чопра, Рам Натх
Рам Натх Чопра (хинди राम नाथ चोपड़ा; 17 августа 1882, Гуджранвала, Британская Индия – 13 июня 1973, Сринагар) — индийский фармаколог. Президент Индийской национальной академии наук (1939—1940).

## Биография
В 1902 году окончил Пенджабский университет. Продолжил учёбу в Даунинг-колледже в Кембридже, где в 1905 году получил научную степень.
Написал диссертацию на тему «Действие лекарственных средств на движение ресничек в дыхательных путях». (Влияние препаратов на движение ресничек дыхательных путей). С 1921 года занимал должность профессора фармакологии в Школе тропической медицины в Калькутте. С 1934 по 1941 год работал директором Школы тропической медицины в Калькутте.
Стимулировал развитие фармакологии в стране, считается основателем индийской фармакологии.